# Régime de la commende
« Commende » redirige ici. Pour l’article homophone, voir Commande.
 (juillet 2015).
Si vous disposez d'ouvrages ou d'articles de référence ou si vous connaissez des sites web de qualité traitant du thème abordé ici, merci de compléter l'article en donnant les références utiles à sa vérifiabilité et en les liant à la section « Notes et références ».
Dans le régime de la commende, un ecclésiastique (abbé ou prieur « commendataire ») ou un laïc tient une abbaye ou un prieuré in commendam, c'est-à-dire en percevant personnellement les revenus et, s'il s'agit d'un ecclésiastique, en exerçant aussi une certaine juridiction sans toutefois la moindre autorité sur la discipline intérieure des moines.

## Historique

### Avant le concordat de Bologne
À l'origine, seules les abbayes vacantes, comme celles qui se trouvaient provisoirement sans supérieur effectif, étaient données in commendam et, dans le dernier cas, seulement jusqu'à ce qu'un supérieur effectif eût été élu ou nommé. Une abbaye est tenue in commendam, c'est-à-dire à titre provisoire, ce qui la distingue de celles qui sont tenues in titulum, et qui sont des bénéfices permanents.
Dès le temps du pape Grégoire le Grand (590-604), on donnait des abbayes vacantes in commendam aux évêques qui avaient été chassés de leur siège épiscopal par des invasions barbares. La pratique permettait aussi aux clercs de la curie romaine de disposer de revenus car leur travail n'était pas rémunéré. L'abus de cette pratique commença vraiment au VIIIe siècle quand les rois anglo-saxons et francs s'attribuèrent le droit de placer des abbés commendataires à la tête de monastères qui étaient occupés par des communautés religieuses. Souvent, ces abbés commendataires étaient des laïcs, vassaux des rois, ou d'autres à qui on donnait le droit de jouir des revenus des monastères et de diriger leurs affaires temporelles en récompense de leurs services militaires. Pendant que la trop célèbre Marozia exerçait son influence à Rome et en Italie, et pendant les règnes d'Henri IV d'Allemagne, de Philippe Ier de France, de Guillaume le Conquérant, de Guillaume le Roux, d'Henri Ier et Henri II d'Angleterre, l'abus atteignit son point culminant. Les personnes les moins dignes étaient souvent faites abbés commendataires, ce qui dans de nombreux cas provoqua la décadence temporelle et spirituelle des monastères, déjà entamée par la simple absence d'un abbé titulaire. Quand, en 1122, le conflit des investitures fut réglé en faveur de l'Église, la nomination de laïcs en tant qu'abbés commendataires fut abolie ainsi que beaucoup d'autres abus. Mais les abus reprirent de plus belle pendant le séjour des papes en Avignon (1309-1377) et surtout pendant le Grand Schisme d'Occident (1378-1417), quand les papes, aussi bien que les antipapes, distribuèrent de nombreuses abbayes in commendam pour accroître le nombre de leurs partisans.
Après le VIIIe siècle, différentes tentatives furent faites par les papes et les conciles pour réglementer la nomination d'abbés commendataires. Les abus n'en continuèrent pas moins. Boniface VIII (1294-1303) ordonna qu'un bénéfice avec charge d'âmes ne fût accordé in commendam que dans les cas de grande nécessité ou quand l'Église en retirerait un avantage évident, mais jamais pour plus de six mois (c. 15, VI, De élit., 1, 6). Clément V (1305-14) révoqua les bénéfices qu'il avait accordés in commendam antérieurement (Extr. comm., c. 2, De praeb., 3, 2).
Par exemple, le cardinal Alain de Coëtivy (1407-1474), était titulaire de six évêchés (Dol, Avignon, Uzès, Nîmes, et deux autres en Italie), et aussi de deux abbayes, cinq prieurés, trois archidiaconés, quatre cures et une chantrerie. C'est-à-dire qu'il en percevait les revenus sans nullement en assumer les fonctions.

### Après le concordat de Bologne (1516)
En France, le concordat de Bologne de 1516 donne au roi le pouvoir de nommer des évêques ou abbés commendataires. Ceux-ci, souvent issus de la haute aristocratie, sont parfois libertins et même athées. Cela dégrade les finances des monastères, beaucoup n'étant désireux que de s'enrichir, et est à l'origine de nombreux abus. Ces abus prennent fin avec la Révolution française.

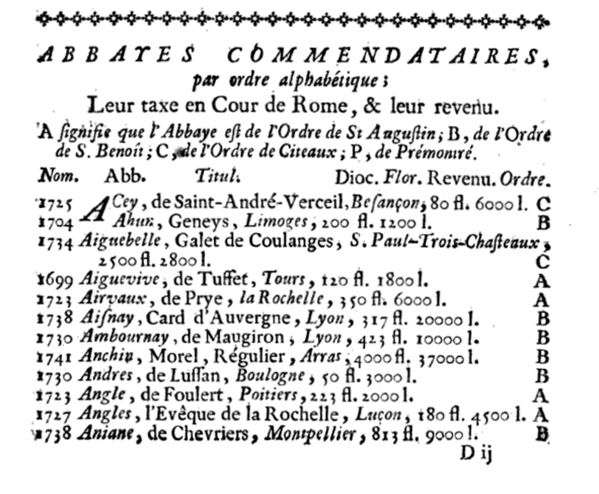
Liste partielle des abbayes commendataires françaises en 1742.

Le concile de Trente (Sess. XXV, cap. xxi, de Regularibus), tenu de 1545 à 1563, décide que les monastères vacants ne doivent être attribués qu'à des ecclésiastiques réguliers dévots et vertueux et que l'on ne doit plus accorder in commendam la maison généralice ou la maison mère d'un ordre ainsi que les abbayes et les prieurés fondés à partir de ce moment. La bulle Superna de Grégoire XIII qui lui succède et la Constitution Pastoralis d'Innocent X mettent fin à de nombreux abus, sans les abolir. En France surtout, ces abus continuent à prospérer au détriment des monastères ; cette pratique disparaît avec la suppression des ordres monastiques entraînée par l'abolition des vœux religieux par l'Assemblée constituante en 1790. Hors de France, les abbés commendataires deviennent très rares et les anciens abus sont abolis par des règlements avisés. Il existe toujours quelques abbés commendataires parmi les cardinaux[réf. souhaitée]; le pape Pie X (1835-1903-1914) lui-même a été abbé commendataire du monastère bénédictin de Subiaco, à 76 km de Rome.
Les pouvoirs d'un abbé commendataire sont les suivants : si le monastère est occupé par une communauté religieuse où il existe une mensa abbatialis séparée, c'est-à-dire où l'abbé et le couvent possèdent chacun un revenu distinct, l'abbé commendataire, qui doit alors être un ecclésiastique, possède la juridiction in foro externo sur les membres de la communauté et jouit de tous les droits et privilèges d'un abbé réel et si, comme c'est généralement le cas, le monastère a un supérieur particulier, celui-ci est soumis à l'abbé commendataire comme un prieur claustral est soumis à son abbé effectif. S'il n'existe aucune mensa abbatialis séparée, le pouvoir de l'abbé commendataire ne s'étend qu'aux affaires temporelles du monastère. Dans le cas des monastères vacants, l'abbé commendataire a généralement tous les droits et privilèges d'un abbé effectif.